# Rozières-sur-Crise
Rozières-sur-Crise település Franciaországban, Aisne megyében. Lakosainak száma 234 fő (2022. január 1.). Rozières-sur-Crise Acy, Ambrief, Billy-sur-Aisne, Buzancy, Chacrise, Septmonts és Bernoy-le-Château községekkel határos.

## Népesség
A település népessége az elmúlt években az alábbi módon változott:
| Lakosok száma | 166  | 206  | 271  | 236  | 231  | 232  | 227  | 221  | 225  | 234  |
|               | 1968 | 1982 | 1990 | 2006 | 2013 | 2015 | 2017 | 2019 | 2020 | 2022 |